# معادن طلق افغانستان
طلق یا تالک یا سنگ سفید سنگ متحوله است که از ترکیب سلیکیت منگنیزیت و آب [Mg3Si4O10(OH)2] ساخته شده‌است. از جمله نرم‌ترین سنگ طبیعت ما بوده گل سرشور و تباشیر طبیعی نوع از این سنگ می‌باشد. در افغانستان چندین نوع آن به رنگ‌های مختلف بنام گل سرشوی، تلک، سنگ پارچه سنگ سفید و غیره وجود دارد.
معادن این سنگ در منطقهٔ کامران خیل ولسوالی سیدآباد میدان وردک، که در جنوب مرکز ولایت موقعیت دارد، تثبیت شده‌است. هکذا معدن تالک در قسمت جنوب غرب کابل در ساحه تنگی للندر موقعیت دارد، هرچند تفصیلات از مقدار ذخیره و سال کشف آن در دسترس نیست؛ اما به اساس معلومات پوهاند دکتور نقیب الله سهاک، این معدن دارای چهار زون معدنی تالک می‌باشد که طول زون‌ها ۱۰۰ الی ۸۰۰ متر است. در زون‌های ذکر شده، اجسام تالکی ۳ضرب ۵ الی ۲۰ضرب ۳۰ متر جدا می‌شوند و به گفتهٔ همین استاد، مواد این ظهور معدنی در سابق توسط مردم محل استخراج می‌گردید.
هکذا معادن سنگ تالک در ولسوالی نجراب ولایت کاپیسا، سالنگ در ولایت غزنی و در ۹ ولسوالی ولایت ننگرهار وجود دارد؛ و همین اکنون به هزاران تن قانونی و غیرقانونی استخراج گردیده به پاکستان صادر می‌گردد.

## معادن سنگ تالک ولایت ننگرهار
طبق سروی که ریاست معادن جلال‌آباد نموده‌است گفته می‌شود که دامنه کوهٔ سپین غر از ولسوالی حصارک تا ولسوالی دور بابا سرشار از سنگ‌های تالک می‌باشد. تا حال ۲۲ قرار داد استخراجی سنگ تالک (شوکانی) با شرکتهای داخلی گردیده‌است. فعلاً در ولسوالی‌های حصارک، شیرزاد و فعالیت دارند. طی این اواخر ولسوالی اچین بدست داعش قرار گرفته روزانه ۵۰۰ لاری سنگ سفید (تالک) را استخراج و به مافیای معدن می‌فروشند. این سنگ از پاکستان به کشورهای غربی غرض تولید ادویه و مواد آرایش و پودر اطفال صادر می‌شود.

## تباشیر (یا طباشیر)
مادّه‌ای عمدتاً سیلیکانی است، شکل بلورمانند، شیری نگ داشته، در آتش نمی‌سوزد. این سنگ نرم در بندهای ساقه‌های میانْ خالی نوع خَیزران (یا بامْبو) که بیشتر در هند می‌روید طبیعتاً ساخته می‌شود که دارای خواصی دارویی می‌باشد. در مورد تولید تباشیر در افغانستان کدام تحقیق نگردیده است. تباشیر موجود که در مکاتب استعمال می‌شود از گچ ساخته می‌شود.

## معادن تالک حصارک جلال‌آباد
سنگ‌های مرمر و تالک در مناطق لاجیگر، تورکمر، سورکمر و ناورتنگی ولسوالی حصارک وجود دارد به علت این که در مناطق نا امن قرار دارد، از همین‌رو اندازهٔ مواد آن به شکل دقیق تثبیت نشده. استخراج این معادن طور دیوانه وار از طرف داعش صورت گرفته به پاکستان یعنی جای مال دزدی و قاچاق فروخته می‌شود.

## معدن تالک ولسوالی نجراب
منسوبین ریاست معادن کاپیسا اظهار داشتند که قرارداد استخراج معدن تالک، با یک شرکت خصوصی افغانی برای سه سال امضا شده و این شرکت، به اساس این قرارداد، سالانه در حدود هزار تن تالک استخراج خواهد کرد.

## معدن تالک ولایت وردک
این معدن در منطقهٔ کامران خیل ولسوالی سیدآباد میدان وردک، که در جنوب مرکز ولایت موقعیت دارد، تثبیت شده‌است. ولسوالی سیدآباد در مسیر شاهراه کابل- غزنی موقعیت دارد؛ اما تا کنون معلومات دقیق در مورد ذخایر معدن تالک مشخص نشده‌است.

## معادن پچیراگام
معادن سنگ‌های تالک و مرمر در ولسوالی پچیراگام ننگرهار وجود دارد نیازمند سروی جدید و تازه می‌باشد.

## معادن تالک ولسوالی شیرزاد ننگرهار
معادن تالک در مناطق کودی خیل ولسوالی شیرزاد وجود دارد؛ مقدار سنگ به شکل رسمی تثبیت گردیده با شرکت امین کریمزوی قرارداد گردیده تا به مقدار ۵۰۰۰ تن از این سنگ را استخراج نمایند.
هکذا معادن تالک درین ولسوالی در منطقه تور کمرتنگی مرکی خیل ولسوالی شیرزاد ننگرهار وجود دارد؛ که در ۴ ماه به مقدار ۷۰۰۰ تن را استخراج می‌نماید.

## ولسوالی اچین دره مامند
این معدن در مناطق چینکی دره خاندره و سره مینه مامند ولسوالی اچین ننگرهار قرار دارد. مساحت این معدن ۸۷۰۰ بوده شرکت افغان کرومیت به مقدار ۵۰۰۰ تن تالک را در سال استخراج می‌نماید.

## معدن باغدره
این معادن در منطقه باغدره ولسوالی سپین غر ولایت ننگرهار قرار دارد. مساحت سطح این معدن ۴۰۲ مت مربع می‌باشد. مقدار مواد قابل استخراج آن دریکسال ۱۰۰۵ در سال می‌باشد.

## معادن تالک ستنکی ناو
این معدن در منطقه مامند ولایت ننگرهار موقعیت دارد. ساحه ۴۳۵۰ مترمربع را این معدن پوشانیده است. مقدار استخر اج سالانه آن ۵۰۰۰ تن می‌باشد.

## معدن تالک تنگی آغوز ولسوالی ده بالاتنگی آغوز
این معدن در ساحه تنگی آغوز ولسوالی ده بلاتنگی آغوز ولایت جلال‌آباد موقعیت دارد. ساحه این معدن ۱۰۰۰۰ متر مربع می‌باشد.

## معادن تالک خوگیانی
معادن تالک و سنگ مرمر در مناطق مختلف ولسوالی خوگیانی وجود دارد؛ اما به شکل رسمی تثبیت نشده که موجودیت تخمینی سنگ‌های معادن معلوم شود.

## معدن تالک قریه لاجگر ساجه کلی
این معادن در قریه لاجگر ولسوالی حصارک ننگرهار قرار دارد. این معدن ساحه ۸۲۰۰ متر مربع را پوشانیده است.